# Платтнерит
Платтнерит — минерал, простой оксид свинца из группы рутила. Диморфен со скрутиниитом. Облик кристаллов призматический до нитевидно-игольчатого. Агрегаты в виде скоплений нитевидных кристаллов или микроскопических чешуек, налёты, плотные или волокнистые массы, почковидные корочки. Под п. тр. плавится легко. В восст. пл. сначала приобретает ярко-жёлтый цвет, даёт королёк свинца. Легко растворим в HCl с вылелением Cl, трудно в HNO3 с выделением O2, и в H2SO4 с образованием PbSO4 и выделением O2.
Под микроскопом серовато-белый без ясно выраженного цвета, средняя до низкой отражательная способность. Двуотражение в иммерсии слабое, но на границах зерен заметное, по О — несколько более матовый, по Е — светлее и более голубоватый. Эффекты анизотропии в кристаллическом материале очень отчетливы, цветные эффекты пёстрые, голубые с зеленоватым оттенком. В тонкозернистом материале, по-видимому, изотропен.

## Нахождение

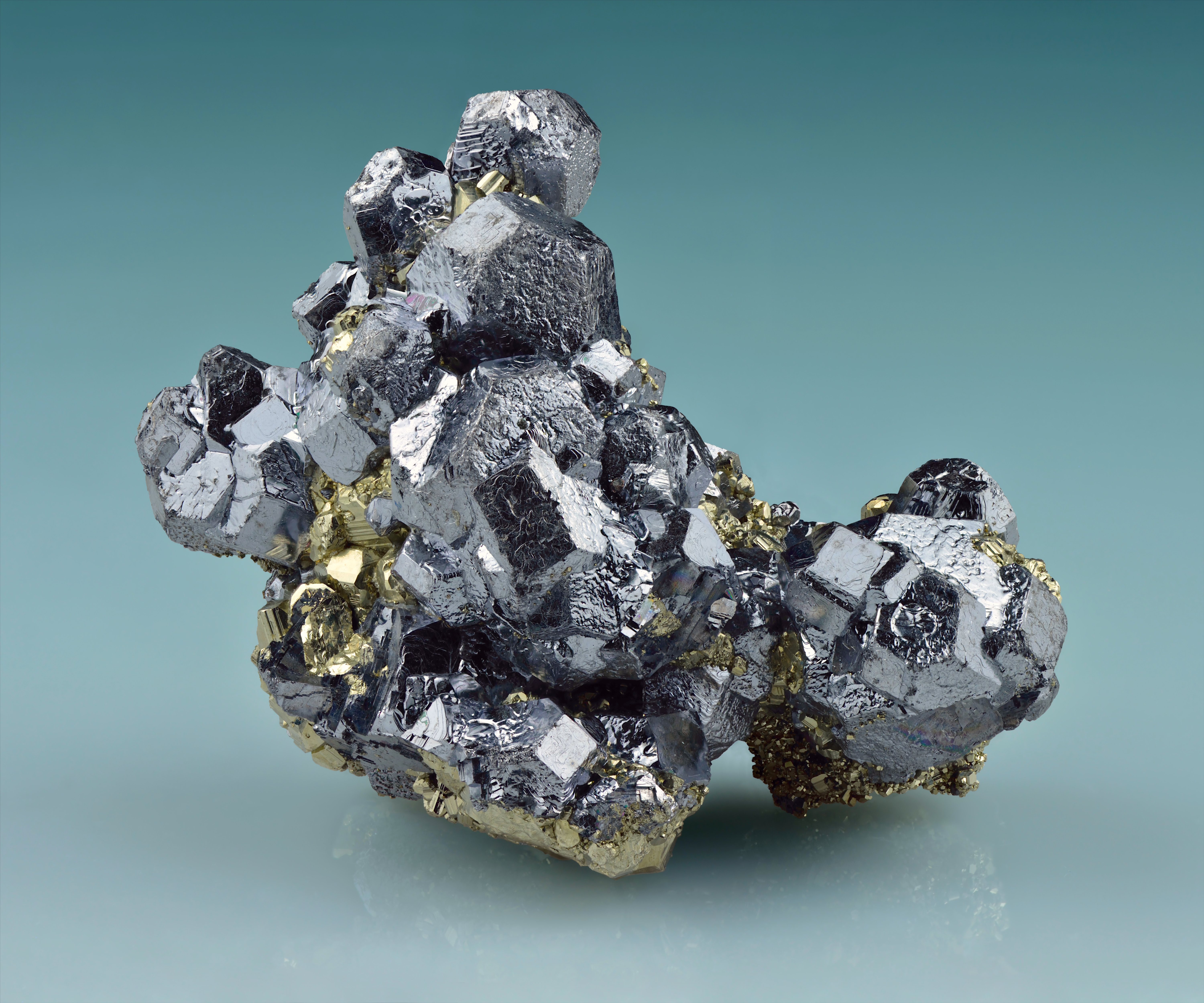
Галенит.
Платтнерит — минерал зоны окисления в месторождениях галенита.

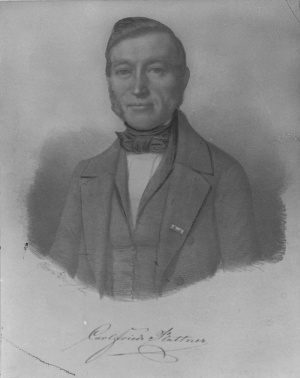
Carl Friedrich Plattner (1800—1858).

Редкий минерал зоны окисления в некоторых месторождениях галенита, встречается вместе с другими вторичными минералами свинца.
Платтнерит (англ. PLATTNERITE) — PbO2
| Молекулярный вес       | 239.20 |
| Происхождение названия | В честь K.Ф. Платтнера (K.F. Plattner, 1800—1858), профессора металлургии и хим. аналитики во Фрайберге, Саксония. |
| IMA статус             | действителен, описан впервые до 1959 (до IMA)                                                                      |
| Год открытия           | 1845 |

## Классификация
| Strunz (8-е издание) | 4/D.02-60 |
| Dana (8-е издание)   | 4.4.1.6   |
| Hey’s CIM Ref.       | 7.11.23   |

## физические свойства
| Цвет минерала           | смоляно-чёрный; железно-чёрный, коричневато-чёрный             |
| Цвет черты              | темно-коричневый                                               |
| Прозрачность            | непрозрачный, в тонких осколках просвечивает рубиново-красным. |
| Блеск                   | алмазный, металлический, тусклый                               |
| Спайность               | нет                                                            |
| Твердость (шкала Мооса) | 5.5                                                            |
| Излом                   | близкий к раковистому, занозистый                              |
| Прочность               | хрупкий                                                        |
| Плотность (измеренная)  | 9.4 — 9.44 g/cm3                                               |
| Плотность (расчетная)   | 9.63 g/cm3                                                     |
| Радиоактивность (GRapi) | 0                                                              |

## Оптические свойства
| Тип                             | одноосный (-)         |
| Показатели преломления          | nω = 2.350 nε = 2.250 |
| Максимальное двулучепреломление | δ = 0.100             |
| Оптический рельеф               | очень высокий         |
| Цвет в отраженном свете         | серовато-белый        |
| Плеохроизм                      | слабый                |
| Внутренние рефлексы             | Красно-коричневый     |

## Кристаллографические свойства
| Точечная группа           | 4/mmm (4/m 2/m 2/m) — Дитетрагонально-дипирамидальный     |
| Сингония                  | Тетрагональная                                            |
| Параметры ячейки          | a = 4.95Å, c = 3.38Å                                      |
| Отношение                 | a: c = 1 : 0.683                                          |
| Объем элементарной ячейки | V 82.82 Å³ (рассчитано по параметрам элементарной ячейки) |
| Двойникование             | Двойники прорастания по {011}.                            |